# Список дипломатических и консульских представительств в Казахстане

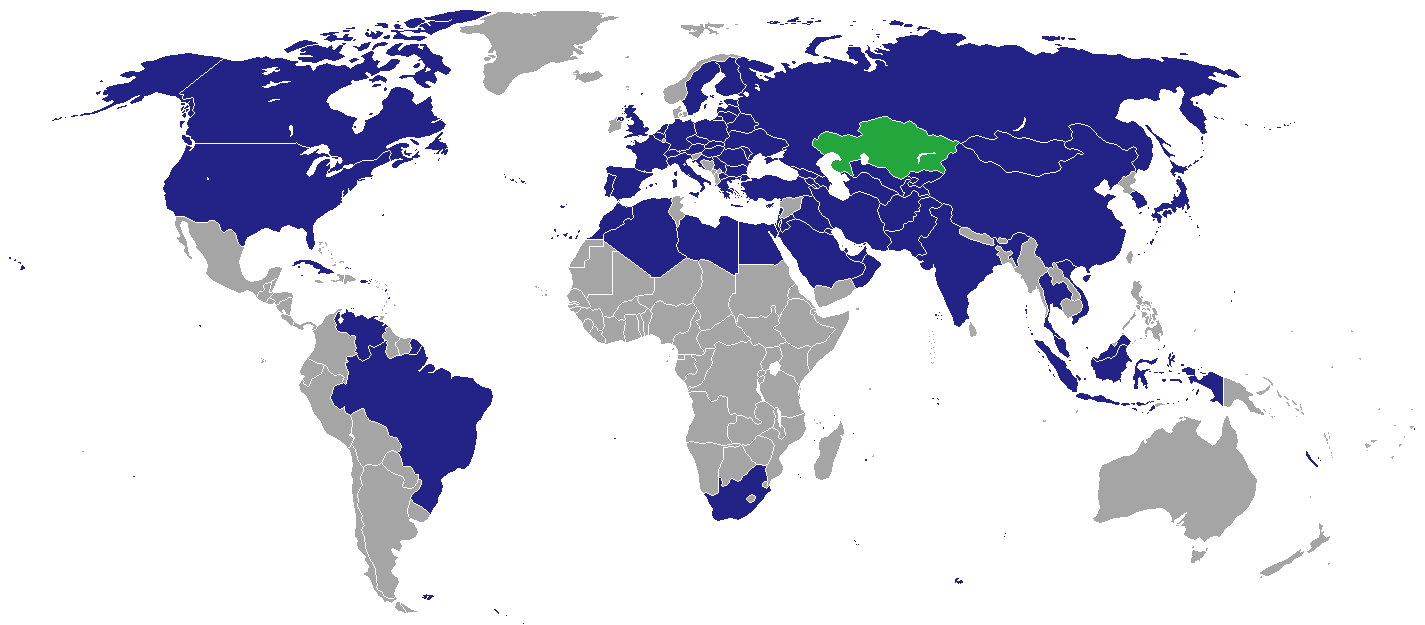
Карта дипломатических миссий в Казахстане

Это список дипломатических миссий в Казахстане. В настоящее время в столице Астане находится 70 посольств.

## Посольства вАстане
- Афганистан
- Австрия
- Азербайджан
- Беларусь
- Бельгия
- Бразилия
- Китай
- Куба
- Германия
- Грузия
- Святой Престол
- Италия
- Япония
- Южная Корея
- Кыргызстан
- Латвия
- Ливия
- Мальтийский орден
- Норвегия (закрыто в 2016)
- Пакистан
- Румыния
- Россия
- Сербия
- Словакия
- ЮАР
- Испания
- Таджикистан
- Туркменистан
- ОАЭ
- Украина
- Великобритания
- США
- Вьетнам
- Армения
- Болгария
- Чехия
- Египет
- Франция
- Греция
- Венгрия
- Индия
- Иран
- Израиль
- Литва
- Малайзия
- Монголия
- Государство Палестина
- Польша
- Саудовская Аравия
- Турция
- Узбекистан
- Камбоджа

## Миссии
- Европейский союз

## Офисные отделения посольств
Алма-Ата
- Афганистан
- Беларусь
- Китай
- Япония
- Южная Корея
- Таджикистан
- США
- Монголия

Астана
- Франция
- Греция
- Индия
- Иран
- Турция
- Великобритания

## Консульства
Алма-Ата
- Германия
- Кыргызстан
- Латвия
- Россия
- Швейцария
- Туркменистан
- США
- Турция
- Узбекистан
- Венгрия
- Индия
- Таиланд
- Литва
- Австрия

Уральск
- Россия

Актау
- Иран
- Азербайджан
- Турция
- Узбекистан

## Почётные консульства
Алма-Ата
- Австралия
- Австрия
- Бельгия
- Чили
- Финляндия
- Норвегия
- Швеция
- Йемен

Почётное консульство Республики Хорватия.
Почётное консульство Республики Хорватия действует с мая 2011 года. Офис в городе Алматы. Почётный консул Еркин Исраилов  
Астана
- Восточная Республика Уругвай

Караганда
- Словакия[1]
- Украина[2]
- Болгария[3]

## См.также
- Список дипломатических миссий Казахстана
- Внешняя политика Казахстана
- Дипломатические отношения Казахстана
- Список послов в Казахстане